# ول مک‌درمید
وَل مک‌درمید (به انگلیسی: Val McDermid) ‏(زادهٔ ۴ ژوئن ۱۹۵۵) نویسندهٔ داستان‌های جنایی اهل اسکاتلند است. از او سه مجموعه رمان دنباله‌دار و چندین رمان تک‌جلدی منتشر شده‌است. تا سال ۲۰۱۰، ده میلیون نسخه از کتاب‌های او به فروش رفته بوده‌است.

## زندگی‌نامه
مک‌درمید در کرکودی در شهرستان فایف اسکاتلند به دنیا آمد. ۱۷ ساله بود که به کالج سنت هیلدای آکسفورد رفت. او در سال ۱۹۷۵ با مدرک زبان انگلیسی فارغ‌التحصیل شد و پس از آن تا سال ۱۹۹۱ به روزنامه‌نگاری پرداخت. مانند یک پایان خوش یکی از نخستین رمان‌های او می‌باشد که از روی آن یک نمایش‌نامه نیز اقتباس شده‌است.
شخصیت اصلی نخستین مجموعه داستان مک‌درمید، لیندزی گوردون نام دارد که یک زن همجنس‌گرای روزنامه‌نگار است. به گفتهٔ مک‌درمید، شخصیت لیندزی براساس زندگی واقعی خود او شکل گرفته‌است. از رمان‌های موفق مک‌درمید می‌توان به جای اعدام اشاره کرد که در سال ۲۰۰۱ برندهٔ چندین جایزه شد.

## یادداشت
1. ↑  Like a Happy Ending
2. ↑  Place of Execution